# Martin J. Gander
Martin Jakob Gander (* 12. Januar 1967) ist ein Schweizer Mathematiker und Informatiker, der sich mit numerischer Mathematik und speziell Numerik partieller Differentialgleichungen befasst.

## Leben
Gander studierte an der ETH Zürich mit dem Diplom-Abschluss und wurde 1997 an der Stanford University bei Andrew Mark Stuart promoviert („Analysis of Parallel Algorithms for Time-Dependent Partial Differential Equations“).  Er war Professor an der McGill University und ist seit 2004 Professor an der Universität Genf.
Er arbeitet anwendungsorientiert und behandelte unter anderem Probleme der mathematischen Biologie, der Prozessfertigung von Halbleitern und in der Autoindustrie. Unter anderem befasste er sich mit der Optimierung der Schwarz-Methode (hervorgegangen aus dem alternierenden Verfahren von Hermann Amandus Schwarz, parallelisiert von Pierre-Louis Lions), ein Gebietszerlegungsverfahren, das sich gut parallelisieren lässt und zum Beispiel bei der Helmholtz-Gleichung anwendbar ist.
2015 hielt er die Gauß-Vorlesung. Er ist Mitherausgeber von Computers & Mathematics with Applications. Er ist Preisträger des Exzellenzlehrstuhls der FSMP im Jahr 2022.

## Schriften
- mit Walter Gander, Felix Kwok: Scientific Computing - An Introduction using Maple and MATLAB. Springer 2014.
- Herausgeber mit Anne Bourlioux: Modern Methods in Scientific Computing and Applications. NATO Advanced Study Institute, Kluwer 2002.
- Herausgeber mit anderen: Domain decomposition methods in science and engineering XVIII. Springer 2009.
- Herausgeber mit anderen: Domain decomposition methods in science and engineering XXI. Springer 2014.
- Optimized Schwarz methods. In: SIAM Journal on Numerical Analysis. Band 44, 2006, S. 699–731.